# Поведа, Иан
Иан Карло Поведа Окампо (англ. Ian Carlo Poveda-Ocampo; род. 9 февраля 2000, Саутуарк) — английский и колумбийский футболист, нападающий клуба «Сандерленд» и сборной Колумбии. Основные игровые позиции — нападающий, вингер, атакующий полузащитник.
С 2016 по 2019 годы играл в молодёжном составе «Манчестер Сити». 23 января 2019 года дебютировал в основном составе клуба, проведя 2-й матч полуфинала кубка лиги сезона 2018/2019 против «Бертон Альбион». Через год перешел в «Лидс Юнайтед».

## Клубная карьера

### «Лидс»
Зимой 2020 года Поведа перешел в Лидс, заключив контракт на 4,5 года до лета 2024 года. Иан Карло будет играть под 7-м номером. Дебютировал 21 июня 2020 года выйдя на замену во втором тайме (77 минута), в гостевом матче против «Кардифф Сити», который закончился поражением со счетом 0:2

## Международная карьера
Поведа имеет право играть за Англию и Колумбию на международном уровне.
4 октября 2019 года Поведа впервые был включен в состав сборной Англии до 20 лет, и дебютировал выйдя на замену на 72-й минуте во время с Италией, который закончился выездной ничьей (2:2)

## Личная жизнь
Иан Карло родился в Лондоне, Англия, в колумбийской семье.
Кроме того, в юные годы Поведа играл в молодежных турнирах для школьников Саутварка вместе с Джейдоном Санчо и Риссом Нелсоном, которые также стали профессиональными футболистами.

## Статистика выступлений
| Выступление      | Выступление      | Выступление      | Лига | Лига | Кубок страны | Кубок страны | Кубок лиги | Кубок лиги | Еврокубки | Еврокубки | Прочие | Прочие | Итого | Итого |
| Клуб             | Лига             | Сезон            | Игры | Голы | Игры         | Голы         | Игры       | Голы       | Игры      | Голы      | Игры   | Голы   | Игры  | Голы  |
| ---------------- | ---------------- | ---------------- | ---- | ---- | ------------ | ------------ | ---------- | ---------- | --------- | --------- | ------ | ------ | ----- | ----- |
| Манчестер Сити   | Премьер-лига     | 2018/19          | 0    | 0    | 0            | 0            | 1          | 0          | 0         | 0         | 0      | 0      | 1     | 0     |
| Манчестер Сити   | Итого            | Итого            | 0    | 0    | 0            | 0            | 1          | 0          | 0         | 0         | 0      | 0      | 1     | 0     |
| Лидс Юнайтед     | Чемпионшип       | 2019/20          | 4    | 0    | 0            | 0            | 0          | 0          | 0         | 0         | 0      | 0      | 4     | 0     |
| Лидс Юнайтед     | Премьер-лига     | 2020/21          | 7    | 0    | 0            | 0            | 1          | 0          | 0         | 0         | 0      | 0      | 8     | 0     |
| Лидс Юнайтед     | Итого            | Итого            | 11   | 0    | 0            | 0            | 1          | 0          | 0         | 0         | 0      | 0      | 12    | 0     |
| Всего за карьеру | Всего за карьеру | Всего за карьеру | 11   | 0    | 0            | 0            | 2          | 0          | 0         | 0         | 0      | 0      | 13    | 0     |

## Достижения

### Командные достижения
Лидс
- Чемпион Футбольной лиги Англии: 2019/20
- Итого: 1 трофей